# 源ノ角ゴシック
源ノ角ゴシック（げんのかくゴシック、英語: Source Han Sans）は、AdobeがGoogleと共同開発したオープンソースのPan-CJK（汎-中日韓）フォントファミリーである。Adobeによるオープンソースフォントファミリーの4番目に当たるゴシック体で、日本語と朝鮮語および中国語で用いる繁体字と簡体字のグリフに可能な限り対応する。加えて欧文としてSource Sansファミリーのラテン文字、ギリシャ文字、キリル文字も含まれる。

## 概要
フォントファミリーとしてExtraLight（ウェイト 250）、Light（同 300）、Normal（同 350）、Regular（同 400）、Medium（同 500）、Bold（同 700）、Heavy（同 900）の7ウェイトが用意され、合計で約46万グリフとなる大規模フォントファミリーである。CIDキー方式（CID-keyed）のCFF（PostScript）アウトラインOpenTypeフォントとして開発・公開されている。
フォント名は英語のSource Han Sansに加えて対応する各言語ごとにも付けられており、日本語では「源ノ角ゴシック」、中国語では「思源黑体」（簡体字表記）、「思源黑體」（繁体字表記）、朝鮮語では「본고딕」となっている。
開発はAdobeの西塚涼子を中心に、漢字の日本語部分はAdobe、拡張部分にイワタ、中国語部分に常州華文、朝鮮語部分にサンドルと各国のフォントメーカーと協力することで各言語への対応を実現している。バージョン2.0からは中華民国のアーフィックが参加し、香港繁体字と香港増補字符集 HKSCS-2016に対応した。
このフォントはオープンソースのフリーフォントとしてバージョン1.001以前はApache License 2.0で、バージョン1.002は他のSourceフォントファミリー同様にSIL Open Font License 1.1のもとで公開されており、ライセンスを守ることで自由に再配布や修正、そして派生版の公開を行うことが可能である。
Googleからは同社のNotoフォントファミリーの「Noto Sans CJK」として異なるフォント名で公開されている。フォント名と一部のウェイト表記以外はすべて源ノ角ゴシックと同一である。

## 仕様
Adobe初のPan-CJK（汎-中日韓）書体ファミリーとして公開され、Unicodeの漢字統合で符号位置が重複しているが字形は異なる日本語（J、JP）、中国簡体字（SC、CN）、台湾繁体字（TC、TW）、香港繁体字（HC、HK）、朝鮮語（K、KR）の漢字を別々のグリフとして持っている。
収録している主な文字は以下の通りである。
- 日本語 - Adobe-Japan1-6（JIS X 0208、JIS X 0213およびJIS X 0212）の漢字すべて
- 中国簡体字 - GB 18030および通用規範漢字表の漢字すべて
- 台湾繁体字 - Big5およびCNS 116431面と2面の漢字すべて（台湾の国字標準字体に準拠した字体）
- 香港繁体字 - Big5およびHKSCS-2016の漢字すべて（香港の基準にほぼ準拠した字体）
- 朝鮮語 - 各種ハングル文字、KS X 1001およびKS X 1002（朝鮮語版）の漢字すべて

日本語は、IVS（Adobe-Japan1）1万4678文字およびStandardized Variantsの漢字89文字で、Unicodeの異体字セレクタによる異体字切り替えに対応している。
源ノ角ゴシックはCIDキー方式のOpenTypeフォントであるものの、文字コレクションとしてはAdobe-Identity-0を採用しておりグリフセットは源ノ角ゴシック独自のものである。そのため、Adobe-Japan1-6などといった他の文字コレクションと規格上の互換性はない。
公開されている源ノ角ゴシックは以下の4種類の形式に分かれている。
複数言語OTF版（Language-specific OpenType/CFF〈OTF〉）
源ノ角ゴシックのグリフをフルセットで収納しており、デフォルトグリフ（cmapテーブルでUnicodeの符号位置と結びつけられたグリフ）を日・中・台・港・韓の各字体に設定したものがそれぞれ五つずつ各ウェイトで用意されている。デフォルトのグリフ以外の言語の字形に切り替える際は、GSUBのlocl（Localized Forms）機能を用いて切り替える。この機能を用いるには、Adobe InDesignなどといった対応したソフトウェアが必要である。なお、locl機能でのグリフ切替に対応しているのはUnicodeで漢字統合されたグリフのみであり、符号位置が分離している漢字（桟と栈など）には適用されない。そのためlocl機能ですべての漢字を日・中・台・港・韓のそれぞれの字体に切り替えられるわけではない。
バージョン1.002からRegularとBoldの2ウェイトにのみ欧文など（U+0020〜U+007E, U+00A0, U+00A5, U+2011, U+20A9）に等幅半角グリフが割り当てられたHW版が用意されている。
フォント名の後ろにデフォルトの言語を表す文字が付く。
OTC版（OpenType/CFF Collection〈OTC〉）
複数言語OTF版の「ウェイトが同じ日・中・台・港・韓の五つのフォントファイル」をフォントコレクションとして一つのファイルにまとめたもの。CFFテーブルを共有する構造なのでファイルサイズが小さくなっている。
なおOpenTypeのCFFアウトラインでのフォントコレクションは比較的最近策定された規格であるため、システム側が対応していない場合がある。対応しているOSはOS X Mountain Lion 10.8以降、Windows 10 Anniversary Update以降などである。
スーパーOTC版（Super OpenType/CFF Collection〈Super OTC〉）
OTC版を極限まで追求し、複数言語OTF版の全45ファイルを一つのファイルにまとめたもの。このスーパーOTC版が源ノ角ゴシックの理想形である。
この形式もOTC版同様にシステム側が対応している必要がある。
サブセットOTF版（Region-specific Subset OpenType/CFF〈Subset OTF〉）
グリフをフルセットで収録するのではなく、日本（JP、1万7934グリフ）・中国（CN、3万1033グリフ）・台湾（TW、2万0946グリフ）・香港（HK、2万0937グリフ）・韓国（KR、2万4961グリフ）それぞれで必要とされるグリフを抜き出したサブセットとして収録している。そのため複数言語OTF版よりファイルサイズが小さくなっている。上記3種の形式ではlocl機能でそれぞれの言語の漢字の字形に切り替えていたが、この形式ではフォントそのものを切り替えることで各言語の漢字グリフを使い分ける。HW版は存在しない。
ファイル名や各言語でのフォント名の後ろに国名コードが付く。フォント名が英語で表示される場合でもこの（言語名でなく）国名コードで区別できる。
複数言語OTF版、OTC版、スーパーOTC版はいずれもフォントファミリー名、PostScript名を共有しているため、先にインストールされた方のみが認識される。これら3種の形式を同時に使うことはできない。サブセットOTF版はフォント名が異なるので別フォントとして同時に使える。
2021年4月8日にリリースされたバージョン2.003でバリアブルフォント版が公開された。

## 源ノ角ゴシック Code
源ノ角ゴシックの派生として作られた日本語等幅フォント。英語名はSource Han Code JP。サブセットOTF版の日本語版をベースにして、欧文グリフを「2/3em（3文字で全角2文字分相当）にグリフ幅を変更した「Source Code Pro」に置き換えているのが特徴。Adobeのフォント開発チームに所属する服部正貴が個人的に開発を始めた。Adobeのオープンソースフォントのひとつとして公開されている。
なおOS2テーブルのPANOSEでMonospaceの設定がされていないが、この設定はすべてのグリフが同じ幅である場合にのみ許されるものである。日本語グリフとラテングリフの幅が異なる日本語等幅フォントではそもそもここをMonospaceに設定できない。同じ日本語等幅フォントである「Osaka−等幅」も同様である。そして「Osaka−等幅」がNSFontクラスのfixedPitchプロパティでTureになるのは、単にフォント名に「Mono」があるからである。中には日本語等幅フォントでMonospaceに設定しているものもあるが、これはイレギュラーな実装である。Source Han Code JPがAPIで等幅フォントに分類されないのはこうした事情が背景にある。そして前述の理由で明示的に等幅の情報を設定できないが、服部自身は日本語等幅フォントとして開発している。
2019年5月27日に、源ノ角ゴシック CodeをPan-CJK向けに拡大したフォントである源ノ等幅（英語名はSource Han Mono）がリリースされた。

## 関連フォント
- Source Sans Pro - 最初のAdobeオープンソースフォントファミリー。ユーザーインターフェイス向けのサンセリフ体フォント
- Source Code Pro - Adobeオープンソースフォントファミリーの2番目。ソースコード表示向けの等幅サンセリフ体フォント
- Source Serif Pro - Adobeオープンソースフォントファミリーの3番目。Source Sans Proに合わせたセリフ体フォント
- 源ノ明朝 - Adobeオープンソースフォントファミリーの5番目。源ノ角ゴシックと対になる明朝体フォント
- 源ノ等幅 - Adobe のオープンソースフォントファミリー。日中韓に対応するソースコード表示向けの等幅フォント

## 派生フォント
源ノ角ゴシックのライセンスに基づき、改変と再配布を行っているフォントが複数存在する。個々のフォントについては配布先の説明を参照すること。
- 源真ゴシック・源柔ゴシック - TrueTypeアウトラインのOpenTypeフォント。
- 源暎ゴシック - 等幅版はTrueTypeアウトライン、それ以外はCFFアウトラインのOpenTypeフォント。
- 源暎Nuゴシック - TrueTypeアウトラインのTrueTypeフォント。
- Nasuフォント - TrueTypeアウトラインのOpenTypeフォント。
- Myrica - TrueTypeアウトラインのOpenTypeフォント。
- 原ノ味フォント - Adobe-Japan1対応にしたOpenTypeフォント。TeX Live 2020以降、PDF作成の際に標準で用いられる[13]。
- コーポレート・ロゴ - TrueTypeアウトラインのOpenTypeフォント。
- けいふぉんと - TrueTypeアウトラインのTrueTypeフォント。
- 鉄瓶ゴシック - TrueTypeアウトラインのOpenTypeフォント。